# Ceratocapsus nigrocephalus
Ceratocapsus nigrocephalus är en insektsart som beskrevs av Knight 1923. Ceratocapsus nigrocephalus ingår i släktet Ceratocapsus och familjen ängsskinnbaggar. Inga underarter finns listade i Catalogue of Life.